# Witold Piotr Stefan Lepecki
Witold Piotr Stefan Lepecki (Varsóvia, 2 de março de 1936) é um engenheiro nuclear, pesquisador e professor universitário brasileiro.
Professor titular da Universidade Federal de Minas Gerais, é comendador da Ordem Nacional do Mérito Científico, membro titular da Academia Nacional de Engenharia (cadeira 72), conselheiro na área de energia da Associação Comercial do Rio de Janeiro, membro da American Nuclear Society, da International Nuclear Energy Academy (INEA) e chefe da Divisão de Engenharia de Reatores no Instituto de Pesquisas Radioativas (atual Centro de  Desenvolvimento da Tecnologia Nuclear) UFMG/CNE.

## Biografia
Witold nasceu na capital polonesa em 1936. Três anos, desembarcou no Brasil com a família fugindo da Segunda Guerra Mundial. Cresceu na cidade de Belo Horizonte, onde ingressou no curso de engenharia civil da Universidade Federal de Minas Gerais (UFMG), onde se especializou em Ciências e Técnicas Nucleares. Embarcou para a França, onde na Universidade de Paris obteve o doutorado em física de reatores.
Ao retornar ao Brasil, foi trabalhar na chefia da área de reatores nucleares no Instituto de Pesquisas Radioativas. Na década de 1970, foi convidado para trabalhar na Comissão Nacional de Energia Nuclear (CNEN) e, em seguida, na sua subsidiária Companhia Brasileira de Energia Nuclear (CBTN), no Rio de Janeiro. A ideia era planejar e executar um programa nuclear para o Brasil, daí resultando um amplo programa industrial, tendo como parceiro e transferidor de tecnologia a Alemanha, onde Witold chegou a ser diretor de uma subsidiária da NUCLEBRAS.
Em 1979, de volta ao Brasil, passou a integrar a NUCLEN, a subsidiaria dedicada à engenharia das centrais nucleares projetadas e construídas conjuntamente com os alemães, a começar de Angra 2 e 3. Em 1997, passou a integrar a recém-criada Eletronuclear onde ficou até se aposentar em 2001, sendo atualmente consultor na área de energia nuclear. Mesmo aposentado, dá aulas na pós-graduação em Engenharia Nuclear na UFMG e COPPE.